# آبن برغ
آبن‌برغ (بالألمانية: Abenberg) هي بلدية ألمانية تقع في ألمانيا في ألبريشت ولهلم روث.